# Ectoedemia vincamajorella
Ectoedemia vincamajorella là một loài bướm đêm thuộc họ Nepticulidae. Nó là loài đặc hữu của central Ý.
Ấu trùng ăn Vinca major.